# Ao Tanaka
Ao Tanaka (田中 碧, Tanaka Ao), né le 10 septembre 1998 à Kawasaki au Japon, est un footballeur international japonais qui évolue au poste de milieu défensif à Leeds United.

## Biographie

### En club
Tanaka commence sa carrière professionnelle en 2018 avec le club du Kawasaki Frontale. Il fut élu « Best Young Player » de la J.League en 2019.

### En équipe nationale
Le 14 décembre 2019, il fait ses débuts avec l'équipe nationale japonaise lors de la Coupe d'Asie de l'Est de football 2019, contre l'équipe de Hong Kong.
Le 1er novembre 2022, il est sélectionné par Hajime Moriyasu pour participer à la Coupe du monde 2022.

### Vie privée
Il partage sa vie avec la chanteuse Airi Suzuki.

## Palmarès
Kawasaki Frontale
- Champion du Japon en 2018 et 2020
- Coupe de l'Empereur en 2020
- Coupe de la Ligue japonaise en 2019
- Supercoupe du Japon en 2019 et 2021

 Leeds United
- Champion de Championship en 2025

### Distinctions individuelles
- Membre de l'équipe-type de D2 anglaise en 2025 (EFL Awards)[4].

## Statistiques

### En club
| Saison                | Club                      | Championnat           | Championnat | Championnat | Championnat | Coupe nationale | Coupe nationale | Coupe nationale | Coupe de la Ligue | Coupe de la Ligue | Coupe de la Ligue | Supercoupe | Supercoupe | Supercoupe | Compétition(s) continentale(s) | Compétition(s) continentale(s) | Compétition(s) continentale(s) | Compétition(s) continentale(s) | Total | Total | Total |
| Saison                | Club                      | Division              | M.          | B.          | P.d.        | M.              | B.              | P.d.            | M.                | B.                | P.d.              | M.         | B.         | P.d.       | Comp.                          | M.                             | B.                             | P.d.                           | M.    | B.    | P.d.  |
| 2018                  | Kawasaki Frontale         | J1 League             | 4           | 1           | 0           | 0               | 0               | 0               | 0                 | 0                 | 0                 | -          | -          | -          | ACL                            | 0                              | 0                              | 0                              | 4     | 1     | 0     |
| 2019                  | Kawasaki Frontale         | J1 League             | 24          | 1           | 3           | 1               | 0               | 0               | 1                 | 0                 | 0                 | 1          | 0          | 0          | ACL                            | 4                              | 1                              | 0                              | 31    | 2     | 3     |
| 2020                  | Kawasaki Frontale         | J1 League             | 31          | 5           | 1           | 2               | 1               | 0               | 5                 | 0                 | 0                 | -          | -          | -          | -                              | -                              | -                              | -                              | 38    | 6     | 1     |
| 2021                  | Kawasaki Frontale         | J1 League             | 20          | 1           | 4           | 0               | 0               | 0               | 0                 | 0                 | 0                 | 1          | 0          | 1          | -                              | -                              | -                              | -                              | 21    | 1     | 5     |
| Sous-total            | Sous-total                | Sous-total            | 79          | 8           | 8           | 3               | 1               | 0               | 6                 | 0                 | 0                 | 2          | 0          | 1          | -                              | 4                              | 1                              | 0                              | 94    | 10    | 9     |
| 2021-2022             | Fortuna Düsseldorf (prêt) | 2. Bundesliga         | 29          | 1           | 1           | 1               | 0               | 0               | -                 | -                 | -                 | -          | -          | -          | -                              | -                              | -                              | -                              | 30    | 1     | 1     |
| 2022-2023             | Fortuna Düsseldorf        | 2. Bundesliga         | 22          | 1           | 1           | 3               | 0               | 2               | -                 | -                 | -                 | -          | -          | -          | -                              | -                              | -                              | -                              | 25    | 1     | 3     |
| 2023-2024             | Fortuna Düsseldorf        | 2. Bundesliga         | 32          | 7           | 4           | 4               | 1               | 0               | -                 | -                 | -                 | -          | -          | -          | -                              | -                              | -                              | -                              | 36    | 8     | 4     |
| 2024-2025             | Fortuna Düsseldorf        | 2. Bundesliga         | 3           | 0           | 0           | 1               | 0               | 0               | -                 | -                 | -                 | -          | -          | -          | -                              | -                              | -                              | -                              | 4     | 0     | 0     |
| Sous-total            | Sous-total                | Sous-total            | 86          | 9           | 6           | 9               | 1               | 2               | -                 | -                 | -                 | -          | -          | -          | -                              | -                              | -                              | -                              | 95    | 10    | 8     |
| 2024-2025             | Leeds United              | Championship          | 6           | 0           | 0           | -               | -               | -               | -                 | -                 | -                 | -          | -          | -          | -                              | -                              | -                              | -                              | 6     | 0     | 0     |
| Total sur la carrière | Total sur la carrière     | Total sur la carrière | 171         | 17          | 14          | 12              | 2               | 2               | 6                 | 0                 | 0                 | 2          | 0          | 1          | -                              | 4                              | 1                              | 0                              | 195   | 20    | 17    |

### En sélection
| Années                | Sélection             | Phases finales             | Phases finales | Phases finales | Phases finales | Éliminatoires | Éliminatoires | Éliminatoires | Éliminatoires | Amicaux | Amicaux | Amicaux | Total | Total | Total |
| Années                | Sélection             | Comp.                      | M.             | B.             | P.d.           | Comp.         | M.            | B.            | P.d.          | M.      | B.      | P.d.    | M.    | B.    | P.d.  |
| --------------------- | --------------------- | -------------------------- | -------------- | -------------- | -------------- | ------------- | ------------- | ------------- | ------------- | ------- | ------- | ------- | ----- | ----- | ----- |
| 2019                  | Japon                 | Coupe d'Asie de l'Est 2019 | 2              | 0              | 0              | -             | -             | -             | -             | -       | -       | -       | 2     | 0     | 0     |
| 2020                  | Japon                 | -                          | -              | -              | -              | -             | -             | -             | -             | -       | -       | -       | 0     | 0     | 0     |
| 2021                  | Japon                 | -                          | -              | -              | -              | CdM 2022      | 3             | 1             | 0             | -       | -       | -       | 3     | 1     | 0     |
| 2022                  | Japon                 | Coupe d'Asie de l'Est 2022 | -              | -              | -              | CdM 2022      | 4             | 0             | 0             | 6       | 1       | 0       | 13    | 2     | 0     |
| 2022                  | Japon                 | Coupe du monde 2022        | 3              | 1              | 0              | CdM 2022      | 4             | 0             | 0             | 6       | 1       | 0       | 13    | 2     | 0     |
| 2023                  | Japon                 | -                          | -              | -              | -              | CdM 2026      | 2             | 0             | 1             | 4       | 3       | 0       | 6     | 3     | 1     |
| 2024                  | Japon                 | Coupe d'Asie 2023          | -              | -              | -              | CdM 2026      | 4             | 1             | 0             | 1       | 1       | 0       | 5     | 2     | 0     |
| Total sur la carrière | Total sur la carrière | Total sur la carrière      | 5              | 1              | 0              | -             | 13            | 2             | 1             | 11      | 5       | 0       | 29    | 8     | 1     |